# Out Traveler
The Out Traveler (w podtytule The Standard of Gay Travel) – czasopismo wydawane w Stanach Zjednoczonych w języku angielskim adresowane do środowiska LGBT, głównie w tym kraju. Zajmuje się turystyką LGBT w zakresie informacji, promocji i reklamy. Ukazuje się od 2003 r. początkowo jako kwartalnik, dodatek do magazynu "Out". Obecnie stanowi czołowe czasopismo zajmujące się turystyką gejowską w USA.
W czasopiśmie tym zamieszczane są m.in. informacje dotyczące popularnych miejscowości i ośrodków turystyki kierujących swoją ofertę do LGBT, informacje o trendach w turystyce gejowskiej, relacje z dużych imprez LGBT. Redakcja prowadzi m.in. listę "Top Destination", rankingi najlepszych plaż, przyznaje wyróżnienia dla najlepszych miejsc gejowskich w kilku kategoriach (ulubione miejsce w kraju, ulubione miejsce zagraniczne, ulubiona gejowska dzielnica, ulubiony hotel).
Oprawę czasopisma stanowią wysokiej jakości barwne fotografie z różnych zakątków świata prezentujące atrakcje turystyczne, różne formy wypoczynku, ciekawe miejsca i lokalne usługi turystyczne.
Oprócz wersji papierowej redakcja prowadzi rozbudowany turystyczny serwis internetowy. Opublikowała również kilka branżowych przewodników, min. Outtraveler Atlanta, Outtraveler Hawaii, Outtraveler New York City. "Out Traveler" jest również jednym ze współwydawców książki Michaela T. Luongo Gay Travel in the Muslim World.